# T.50
ITU-T勧告T.50は、7ビットのラテン文字の文字コードの一種であるInternational Reference Alphabet（IRA、国際参照アルファベット）について定めた国際規格である。IRAは、かつての名称であるInternational Alphabet No. 5(IA5)とも呼ばれる。これより前に制定されたASCIIが、この文字コードのアメリカ合衆国版変種となるように定められた。
1988年11月より、ISO 646に対応している。現行のバージョンは1992年9月に制定された。

## 歴史
IA5が制定されるより前には、5ビットの文字コードであるITA2(International Telegraph Alphabet No.2)が使われていた。IA5は7ビットの文字コードとして実装され、1976年10月にCCITT勧告V.3として制定された。1984年に勧告名がT.50に改められた。
- T.50（1992年9月改訂、現行）
- T.50（1988年11月改訂）
- T.50（1984年10月改訂）
- V.3（1980年11月改訂）
- V.3（1976年10月制定）

## 使用例
この規格は、 RFC 3966 、 RFC 3939 などから参照されている。
また、シスコなどのアナログモデムで使用されている。